# Cinglera dels Feixans
La Cinglera dels Feixans és una formació rocosa, un feixà, a cavall dels termes actuals de Tremp, pertanyent a l'antic municipi ribagorçà d'Espluga de Serra, en el Pallars Jussà, i de Sopeira, a l'Alta Ribagorça d'administració aragonesa.
És al sud-oest de Llastarri i al sud-est de Sopeira, i és una cinglera que es bada cap al nord, constituint tot el vessant septentrional del Pic de l'Àliga.